# Niobe Planitia
La Llanura de Niobe (designación internacional: Niobe Planitia) es una llanura ubicada en Venus en el cuadrángulo de Niobe Planitia. Fue nombrada en referencia a Níobe, una heroína de la mitología griega cuyos doce hijos fueron asesinados por Artemisa y Apolo.
Entre otros accidentes geográficos, se encuentran los cráteres de impacto Millay y Caldwell.